# Cushendun
Cushendun (em irlandês: Cois Abhann Duinne, isto é, ao lado do rio Dun) é uma pequena cidade costeira no Condado de Antrim, Irlanda do Norte. Em 2001 a cidade tinha 138 habitantes.
Foi aqui, nas grutas de Cushendun, que foram gravadas algumas cenas da série Guerra dos Tronos, da HBO, onde Melisandre dá à luz a sombra que assassinará Renly Baratheon.